# Carlos Pedro Zilli
Carlos Pedro Zilli, PIME (Santa Cruz do Rio Pardo, 7 de outubro de 1954 – Prabis, 31 de março de 2021) foi o primeiro bispo da diocese de Bafatá.

## Biografia
Zilli prestou seus votos em 6 de julho de 1984 e recebeu a ordenação sacerdotal em 5 de janeiro de 1985, em Ibiporã, e logo após foi enviado para a Guiné-Bissau, tornando-se vigário paroquial na missão de Bafatá. Foi também delegado do bispo para a zona pastoral de Cacheu e presidente da comissão para a formação dos seminaristas maiores, de 1986 a 1998, e superior regional do PIME na Guiné-Bissau, de 1993 a 1997.
Retornou ao Brasil em 1998, onde exerceu as funções de diretor espiritual do seminário filosófico do Pontifício Instituto para as Missões Estrangeiras e vice-superior regional do mesmo para o Brasil-Sul, quando foi eleito bispo em 13 de março de 2001.
Definido como primeiro bispo missionário brasileiro, sua sagração episcopal ocorreu em 30 de junho de 2001, sendo consagrante principal Dom Albano Bortoletto Cavallin, arcebispo de Londrina, e co-consagrantes Dom José Câmnate na Bissign e Dom Giuliano Frigeni. A cerimônia de ordenação reuniu doze bispos do Brasil e exterior.
Foi co-consagrante de Dom José Negri e de Dom José Lampra Ca, bispo auxiliar da Diocese de Bissau.
Morreu em 31 de março de 2021 no Hospital de Cumura em Prabis devido à COVID-19.